# Pupa (漫画)
『pupa』（ピューパ）は、茂木清香による日本の漫画作品。『コミック アース・スター』（アース・スター エンターテイメント）にて創刊号（2011年4月号）より2014年1月号まで連載された（2014年2月号に番外編を掲載した）。またアナザーストーリーとして『別冊ヤングチャンピオン』（秋田書店）創刊号（2014年11月号）には読みきり作品として『pupa 親愛なるキミへ』が、また『ヤングチャンピオン烈』（同社）2015年6号・7号において前後編となる『pupa 夢と現の七日間』掲載されている。なおこの2作は同社より2015年秋に発売される新装版に収録。
ヒトを食う異形となった妹と自らの肉体を彼女の餌として捧げる兄の「究極の兄妹愛」を描く、ストーリー漫画である。
第1回アース・スターコミック大賞 コミック部門佳作受賞作品であり、同時に著者の商業連載デビュー作でもある。

## 概要
ヒトを食べる怪物と化した妹と、驚異的な回復能力を活かして自ら彼女の「生き餌」となる兄を描く。妹は本来より大きく異様な怪物の姿となることもあるが、少女の姿のまま兄を食す場面も描かれる。熱心なファンを獲得して単行本第2巻発売の際に同時購入された第1巻が品薄になり、増刷された。

## あらすじ
幼い頃に父親の激しい家庭内暴力に晒され、離婚後に母親も家出して二人きりで生きてきた長谷川現と夢の兄妹は、互いを思う気持ちが誰よりも強かった。そんな兄妹はある日「赤い蝶」を見てから、夢はヒトを食わずにはいられない怪物と化し、現は傷を負ってもすぐに回復する能力を得た。事情を知る黒衣の婦人・マリアから提案を受けた現は、「羽化」と呼ばれる怪物への変化を抑制する薬を飲み、自ら妹の「生き餌」となることを決意する。
夢の「食事」だけは人目を憚るものの、その後も普段どおりに暮らしていた兄妹はある日突然、謎の集団に囚われてしまう。夢と現は互いを探して再会するが、弱って脱出困難となった現を見捨てられない夢は怪物化して追手を一掃すると、どこかへ飛んで行った。現を救出した「ユウ」と名乗る若者は自らが人間ではなく約30年前にマリアに捕らえられた生物の1体であり、夢もまた同様の1体であると明かす。再会した「pupa」姿の夢は記憶を失っており現をも食い殺しかけるが、彼の呼びかけによって「兄」だけを思い出す。夢が太古の昔から運命を共にした自分ではなく現だけを思い出したことについて、ユウは現に詰め寄る。それまで他者への関心など持たなかったpupaが、ユウの身体を通じて初めて「嫉妬」と「羨望」という他者への感情を抱いたのだ。そんな彼の身体がもう長く持たないことを知った現は、夢の記憶を取り戻させようと決意する。ユウの記憶を見せられ、己がpupaであると思い出した夢は現との兄妹関係に不安を覚えるが、それでも彼女と自分は兄妹だと語りかける現の言葉によって全ての記憶と夢としての姿を取り戻した。しかし、ユウの身体が限界を迎えるとともに自分の身体も長く持たないと悟った現は、夢と共にユウの母体となったpupaを救出すべくマリアの許へ行くことを決めるのだった。

## 登場人物
長谷川 現（はせがわ うつつ）
声 - 島﨑信長、伊瀬茉莉也（幼少期）
本作の主人公。鬼島と幸子の実子で、夢の兄でもある男子高校生。左まぶたを縦にまたぐ傷や腕にタバコの火の痕など、身体各部に幼いとき父親から受けた虐待の痕がある。左前髪に幼いとき夢にもらった四つ葉のクローバー型のヘアピンを着けている。母も生き別れてから兄妹だけで育ったため「シスコン」呼ばわりされるほど夢を強く思いやり、たとえ弱っていても夢を意識すると強靭になる。夢を怖がらせないよう普段は温厚に振る舞っているが実は鬼島同様に凶暴な性質を秘め、伊万里医神会の研究員が夢を「廃棄した」と述べた折には我を忘れ彼女自身をも手にかけようとした。第1話後半でpupaウイルスに感染したものの羽化せず人肉を欲することも無いまま驚異的な身体再生能力を手に入れた。夢のため苦痛に耐えて自ら彼女の「餌」となる。
長谷川 夢（はせがわ ゆめ）
声 - 木戸衣吹
本作のもう一人の主人公。現の1歳違いの妹で同じ高校に通う女子生徒。現の友人から絶滅危惧種と羨ましがられるほど純粋に兄思いで、暴力を嫌う優しい性格の持ち主。第1話終盤で「化け物」になってしまい、空腹時にとりわけ人肉を渇望するようになった。以来、羽化を抑える「抗pupa薬」を服んだ現の肉を常食とする。怪物化した経緯について第14話まではある日の下校中に訪れた公園で大きな赤い蝶を目撃した直後に羽化した犬に噛まれてpupaウイルスに感染したと思われていたが、実はユウの対になるpupaが幸子の子宮を通して彼女のDNAを複製して人間に擬態化した存在だった。従って本来の姿は異形だが、pupaとしての記憶を失くしている間に育まれた現への想いから夢としての姿を保つ。
マリア
声 - 鳴海杏子
つばの大きな帽子と袖無しの服、長手袋に至るまで全身に黒装束を着た女性（幼少時も同様の帽子に黒づくめの服を着ていた）。普段は前髪で隠している右目から頬にかけて大きな傷跡がある。いつも「セト」という猫を連れている。当初は「pupaウイルス」を知り仏木（ほとき、声 - 津田健次郎）などを率いる謎の女性として現の前に現れた。本名を伊万里愛（いまり あい）といい、画家である祖父・伊万里幻十郎（いまり げんじゅうろう）の島で発見された謎の生物に惹かれ「pupa」と名づけた。実験を重ねてpupaの細胞からウイルスを作ろうと考えるが何らかの事情により伊万里医神会を除名され廃棄寸前のpupaを持ち出して出奔、以後は同会と対立する。
テレビアニメ（ネット配信版）では作の前後に流される原作単行本のCMにも登場。
ユウ
マリアに囚われているpupaが自らの細胞の一部で形づくった若い男性姿の分身で、作中では自らの身体を「借り物」と称する。名前も自称による仮名である。夢が“感染”した当日や彼女の食餌場面などに舞った「赤い蝶」も同様にpupaが細胞で形づくったものであり、彼自身も無数の蝶へと分離・集合できる。最初は伊万里医神会に監禁された夢を救出し、後に兄妹が危機に陥ると夢だけでも脱出させようと説得するが彼女が羽化し飛び立ったため現を救出し、意識を取り戻した彼にpupaの真相を教えた。
鬼島 四郎（おにじま しろう）
声 - 遊佐浩二
幸子の元夫で現の実父。とても凶暴かつ残忍な性格で、かつて妻と子どもに暴力を加え、特に妹を庇って暴行を受けた現に幾つもの傷跡と強いトラウマを残した。職業は明らかでないが二虎遥（にこ はるか）と峠龍一（とうげ りゅういち）という部下を率い武器や薬物などの違法な取引を行うことがある。兄妹が伊万里医神会に捕らわれたあと、彼らの行方と本来は産まれるはずの無かった夢の出生の謎を知るべく同会関連の人物を襲い、病院で幸子と再会した。
長谷川 幸子（はせがわ さちこ）
声 - 能登麻美子
鬼島の元妻で現の実母。現には「鬼島と離婚したあと若い男と居なくなった」と思われているが、彼が産まれて間もなく病院でpupaに「種」を植えつけられて産まれた夢を恐れ、一度はカッターナイフで切りつけたはずの彼女が回復したことや自分が夢から護ろうとしていたはずの現が彼女を庇ったことなどから精神が不安定になり現在まで備前の勤める病院に入院している。
備前 千春（びぜん ちはる）
伊万里医神会の総括院長（自称「ボス」）たる男性。かつて伊万里幻十郎と愛（マリア）とも面識があり、若い頃から様々な病気や生物の研究者として知られていた。現在は病院で幸子の治療などにあたり、彼女の許を訪れた鬼島にpupaの真相を教えた。

## 世界観・用語
pupa（ピューパ）
伊万里幻十郎所有の島で生息していた謎の生物。数千年も前から己が何者かも解からないまま2体が互いを伴侶として変態による輪廻・転生もしくは復活のような生態を繰り返していた。幼態は幼いマリアが両腕で抱えられる大きさのイモムシのような姿で蛹を経て成体へと成長する。成体は翼と大きなむき出しの歯や角のある頭部を持ちヒトを大きく上回る巨体となる。他の生物を捕食するため細胞単位で対象に擬態する能力を持つ。また、「赤い蝶」やユウのように細胞の一部で別の姿の個体を生み出し本体と離れた場所で活動させることもできる。物語の約30年前に伊万里家の作業員によって発見・捕獲され以後は伊万里愛（マリア）の実験に使われ、現が生まれて間もなく脱出を試みるが瀕死の1体はマリアに捕獲され、もう1体は病院に居た長谷川幸子の子宮に「種」もしくは「核」と呼ぶべきものを植えつけ人間に擬態し長谷川夢となった。pupaという名称は擬態した状態から正体を表わす様を蛹が蝶になる瞬間のように感じたマリアにより命名された。
pupaウイルス
当初は「静寂（しじま）島で発見された未知のウイルス」とされたが、マリアによりpupaの細胞から人為的に作り出されたウイルス。感染経路は明らかでないが、感染した人間は極めて高い確率で死亡するか、「羽化」と呼ばれる現象を経て怪物と化す。マリアやユウによれば、感染したにもかかわらず死亡も羽化もしない現は極めて稀な例外とされる。
伊万里医神会（いまりいしんかい）
本来は伊万里幻十郎がマリアのために創った非正規の医療研究組織。過去に何らかの理由でマリアは除名され、現在は備前が代表に就いている。pupaや現・夢兄妹を巡ってマリアと対立し兄妹を拉致監禁した上、現を生きたまま解剖した。対pupa用武装の部隊を持ち、末端の看護士まで拳銃を携帯する。

## 書誌情報
- 茂木清香『pupa』アース・スター エンターテイメント〈アース・スター コミックス〉、全5巻
  1. 2011年11月11日初版第1刷発行（2011年11月11日発売[6]）、ISBN 978-4-8030-0289-8
  2. 2012年6月12日初版第1刷発行（2012年6月12日発売[7]）、ISBN 978-4-8030-0342-0
  3. 2013年1月12日初版第1刷発行（2013年1月12日発売[8]）、ISBN 978-4-8030-0415-1
  4. 2013年9月12日初版第1刷発行（2013年9月12日発売[9]）、ISBN 978-4-8030-0502-8
  5. 2014年2月12日初版第1刷発行（2014年2月12日発売[10]）、ISBN 978-4-8030-0535-6
- 茂木清香『pupa 新装版』秋田書店〈ヤングチャンピオンコミックス〉、全3巻
  1. 2015年9月10日発売[11]、ISBN 978-4-253-14091-1
  2. 2015年10月20日発売[12]、ISBN 978-4-253-14092-8
  3. 2015年11月20日発売[13]、ISBN 978-4-253-14093-5

## テレビアニメ
2013年3月開催のアニメ コンテンツ エキスポにてアニメ企画が進行中であることが発表され、同時に公式サイトが開設された。2014年1月から3月にかけてTOKYO MX、サンテレビ、ニコニコ動画（ニコニコチャンネル）にて放送・配信された。5分枠の短編アニメ。エンディングテーマの歌唱者は、TOKYO MXにて2013年7月から2014年6月まで放送された声優オーディション番組『スパルタンMX』で決定した。
夢役の木戸は現の肉体を食べる際の演技を、直接食事しながら演じているという。

### スタッフ
- 原作 - 茂木清香「pupa」（月刊コミック アース・スター連載）
- 監督・脚本・絵コンテ・演出・音響監督 - 望月智充
- キャラクターデザイン・総作画監督 - 藤井まき
- 美術監督 - 湖山真奈美
- 色彩設定 - 桂木今里
- 撮影監督 - 下崎昭
- 編集 - 松村正宏
- アニメーションプロデューサー - 浦崎宣光
- 音楽 - 小西香葉、近藤由紀夫（MOKA☆）
- 音響制作 - ダックスプロダクション
- アニメーション制作 - スタジオディーン
- 製作 - pupa製作委員会

### 主題歌
「pupa」
木戸衣吹、山崎エリイによる主題歌。作詞・作曲・編曲はMOKA☆の小西香葉と近藤由紀夫。
木戸と山崎によるユニット「every♥ing!」のデビューシングルお試し版CD『ゆめいろ学院校歌』Type-Aに収録。
「誰より好きなのに」
くすまさんしまい（黒澤ゆりか、若狭みなと、臼井晴菜）によるエンディングテーマ。作詞・作曲は古内東子、編曲ははらかなこ。

### 各話リスト
| 話数 | サブタイトル | 作画監督   | 初放送日       |
| ---- | ------------ | ---------- | -------------- |
| 1    | 羽化         | 西尾智恵   | 2014年 1月10日 |
| 2    | 噬螫         | 西尾智恵   | 1月17日        |
| 3    | 斑猫         | 石川洋一   | 1月24日        |
| 4    | 蠢動         | 石川洋一   | 1月31日        |
| 5    | 蝌蚪         | 木村友美   | 2月7日         |
| 6    | 蚕食         | 西尾智恵   | 2月14日        |
| 7    | 抱卵         | 阿部千秋   | 2月21日        |
| 8    | 裸蟲         | 西尾智恵   | 2月28日        |
| 9    | 展翅         | 石川洋一   | 3月7日         |
| 10   | 蠱毒         | 出野喜則   | 3月14日        |
| 11   | 蛹化         | 石川洋一   | 3月21日        |
| 12   | 幼生         | 後藤真砂子 | 3月28日        |

### 放送局
| 放送期間                | 放送時間                     | 放送局     | 対象地域 |
| ----------------------- | ---------------------------- | ---------- | -------- |
| 2014年1月10日 - 3月28日 | 金曜 2:30 - 2:34（木曜深夜） | サンテレビ | 兵庫県   |
|                         | 金曜 3:00 - 3:05（木曜深夜） | TOKYO MX   | 東京都   |

| 配信開始日    | 配信時間        | 配信サイト         |
| ------------- | --------------- | ------------------ |
| 2014年1月10日 | 金曜 12:00 更新 | dアニメストア      |
|               | 金曜 13:00 更新 | ニコニコチャンネル |

### BD / DVD
2014年3月28日に無修正完全版を収録したBD（EAAB-12）とDVD（EAAD-10）が発売された。この発売に先駆け、同年2月12日発売の『コミック アース・スター』2014年3月号には第1話 - 第3話の完全無修正版を収録したDVDが特典となっている。